# Alessandro Baratta
Alessandro Baratta (* 6. Oktober 1933 in Rom; gest. 25. Mai 2002 in Homburg, Saar) war ein italienisch-deutscher Rechtsphilosoph und Kriminologe.

## Leben
Baratta studierte Philosophie und Rechtswissenschaft in Rom und promovierte dort im Jahre 1957 (Doktorvater: Widar Cesarini Sforza). Als Stipendiat der Alexander-von-Humboldt-Stiftung war er von 1956 bis 1960 an der Universität Freiburg tätig, zeitweise auch am Max-Planck-Institut für internationales und ausländisches Strafrecht. Im Jahre 1971 wurde er als Nachfolger von Werner Maihofer an die Universität des Saarlandes berufen, wo er das von Maihofer eingerichtete Institut für Rechts- und Sozialphilosophie leitete. Das international hochgeschätzte Institut wurde von zahlreichen Stipendiaten aus aller Welt besucht. Nach seinem Tod wurde das Institut aufgelöst und die renommierte Bibliothek auf andere Institute verteilt.

## Werk
Im Mittelpunkt Barattas wissenschaftlichen Werkes steht eine Kritik der gängigen Kriminalpolitik, die es, "vergisst", "die Sicherheitsinteressen der marginalisierten und 'gefährlichen' Gruppen zu garantieren" und diese zu "Objekten der Sozialpolitik" degradiert. Vor dem Hintergrund der Strafrechtsphilosophie von Gustav Radbruch und kritischer Richtungen der Kriminologie (auf der Basis des "labeling approach"), hat Baratta Prinzipien eines "minimalen Strafrechts" entwickelt: "als Strafrecht in den Grenzen der Verfassung impliziert das minimale Strafrecht einen ständigen Versuch, die Mechanismen der Kriminalisierung und die Änderungen in der Gesetzgebung, der Rechtsprechung und dem Vollzug zu kontrollieren". Radbruchs konkrete Utopie einer letztlichen Ersetzung des Strafrechts nicht durch ein besseres Strafrecht, sondern durch "etwas Besseres als Strafrecht", hat er aufgenommen und weiterentwickelt. Er betont jedoch, dass dieser Abolitionismus (Kriminologie) nur gelingen könne, "wenn wir unsere Gesellschaft durch eine bessere ersetzt haben werden".
In Deutschland kaum noch zitiert, sind er und seine Lehre (unter dem Namen "garantismo") in Italien, Spanien, Portugal und in Lateinamerika weiterhin sehr bekannt und einflussreich (vgl. Zaffaroni 2021).

## Veröffentlichungen (Auswahl)
- La filosofia giuridica di Gustav Radbruch (Diss. 1957).
- Relativismus und Naturrecht im Denken Gustav Radbruchs, in: Archiv für Rechts- und Sozialphilosophie 45 (1959), S. 505–537.
- Die kritische Kriminologie und ihre Funktion in der Kriminalpolitik. In: Kriminalsoziologische Bibliografie, Heft 49, 1985, 38–51.
- Philosophie und Strafrecht. Ausgewählte Aufsätze 1959–1974, Carl Heymanns, Köln, 1985.
- Prinzipien des minimalen Strafrechts. In: Günter Kaiser u. a. (Hrsg.) Kriminologische Forschung in den 80er-Jahren, Freiburg 1988, 513–542
- (Hrsg.): Gustav Radbruch Gesamtausgabe: Band 12: Politische Schriften aus der Weimarer Zeit I: Demokratie, Sozialdemokratie, Justiz, C.F. Müller: Heidelberg 1992.
- (Hrsg.): Gustav Radbruch Gesamtausgabe: Band 13: Politische Schriften aus der Weimarer Zeit II: Justiz-, Bildungs- und Religionspolitik, C.F. Müller: Heidelberg 1993.
- Kriminalpolitik und Verfassung: Überlegungen zum minimalen Strafrecht und zur Sicherheit der Rechte. In: Kritische Vierteljahresschrift, 86, 2003, S. 210–231.
- Criminologia  critica e critica del diritto penale , il Mulino, Bologna 1982. Neuauflage, mit einer Einleitung von Dario Melossi, Milano 2019.